# Gloggnitz
Gloggnitz osztrák város Alsó-Ausztria Neunkircheni járásában. 2019-ben 5944 lakosa volt.

## Elhelyezkedése

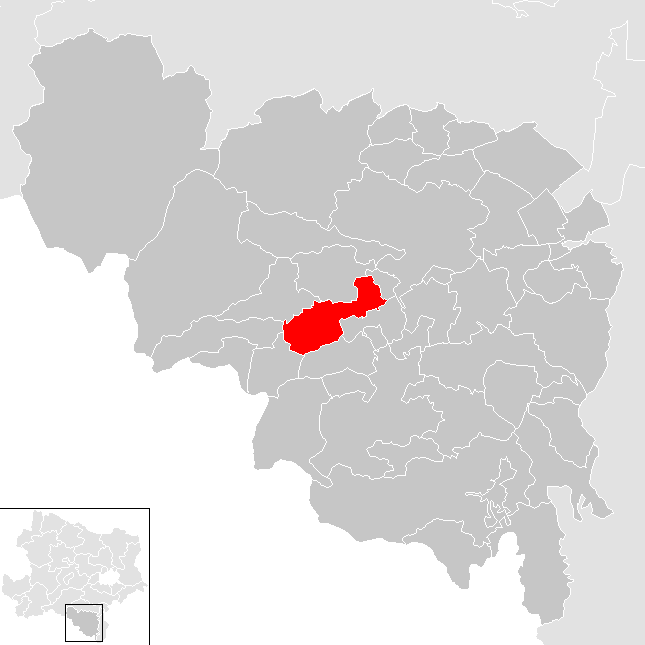
Gloggnitz a Neunkircheni járásban

Gloggnitz Alsó-Ausztria Industrieviertel régiójában fekszik, a Schwarza folyó mentén, a Bécsi-medence délnyugati peremén, a Semmering-hágó közelében. Az önkormányzat 10 településrészt, illetve falut egyesít: Abfaltersbach (11 lakos 2019-ben), Aue (264), Berglach (27), Eichberg (85), Gloggnitz (4741), Graben (30), Heufeld (80), Saloder (19), Stuppach (566) és Weißenbach (121).
A környező önkormányzatok: északra Prigglitz, északkeletre Buchbach, délkeletre Enzenreith, délre Raach am Hochgebirge, délnyugatra Schottwien, nyugatra Breitenstein, északnyugatra Payerbach.

## Történelme

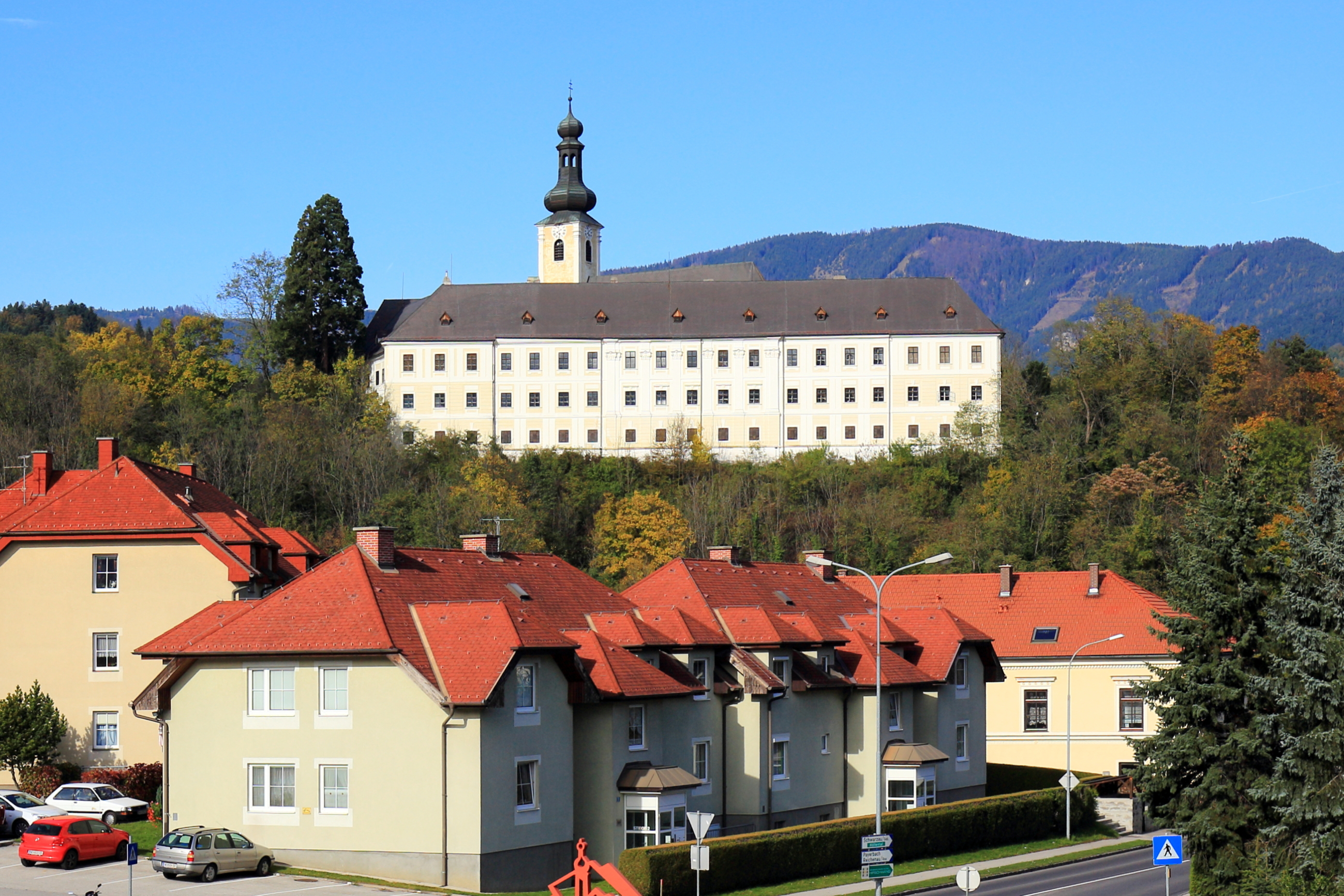
A gloggnitzi kastély

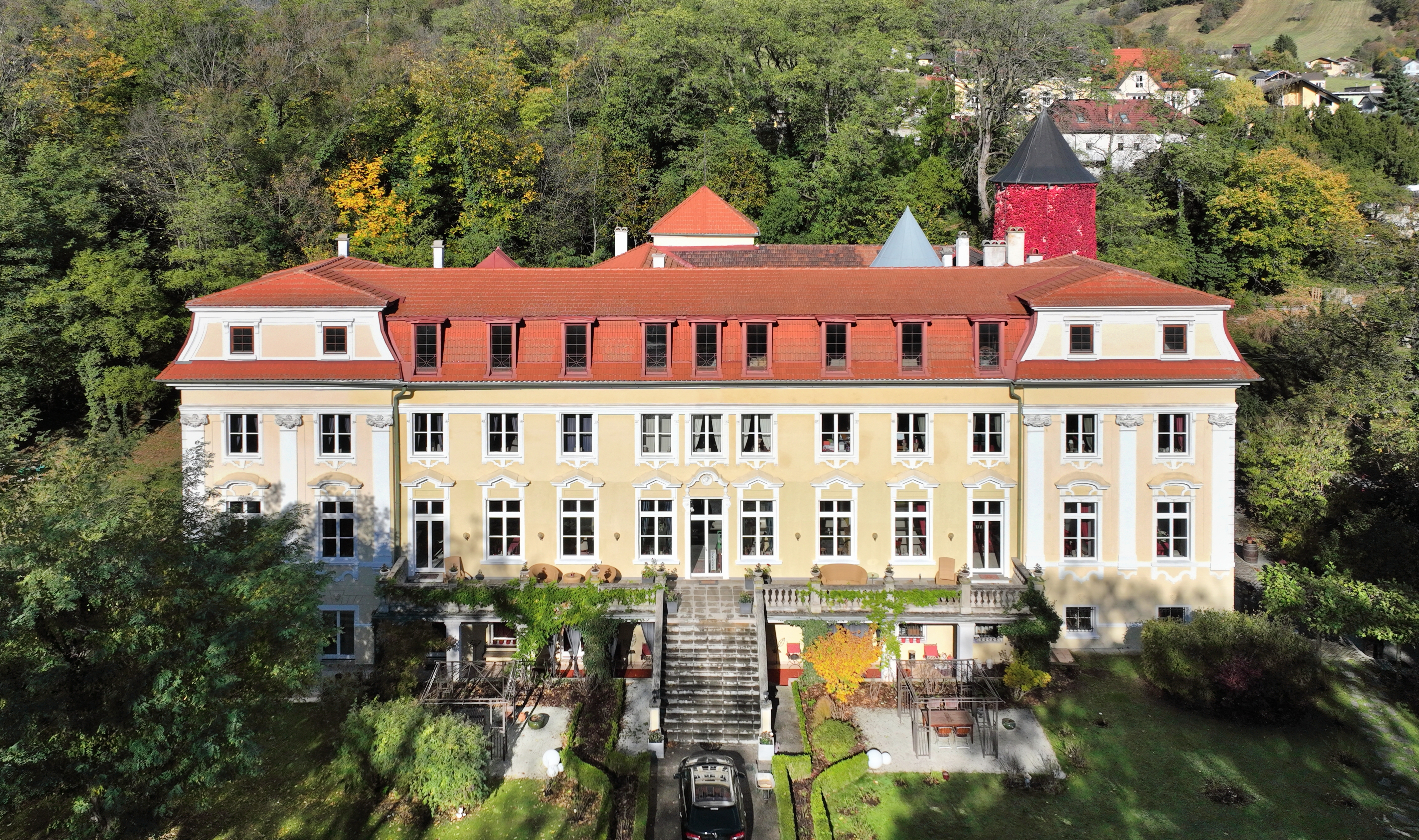
A stuppachi kastély

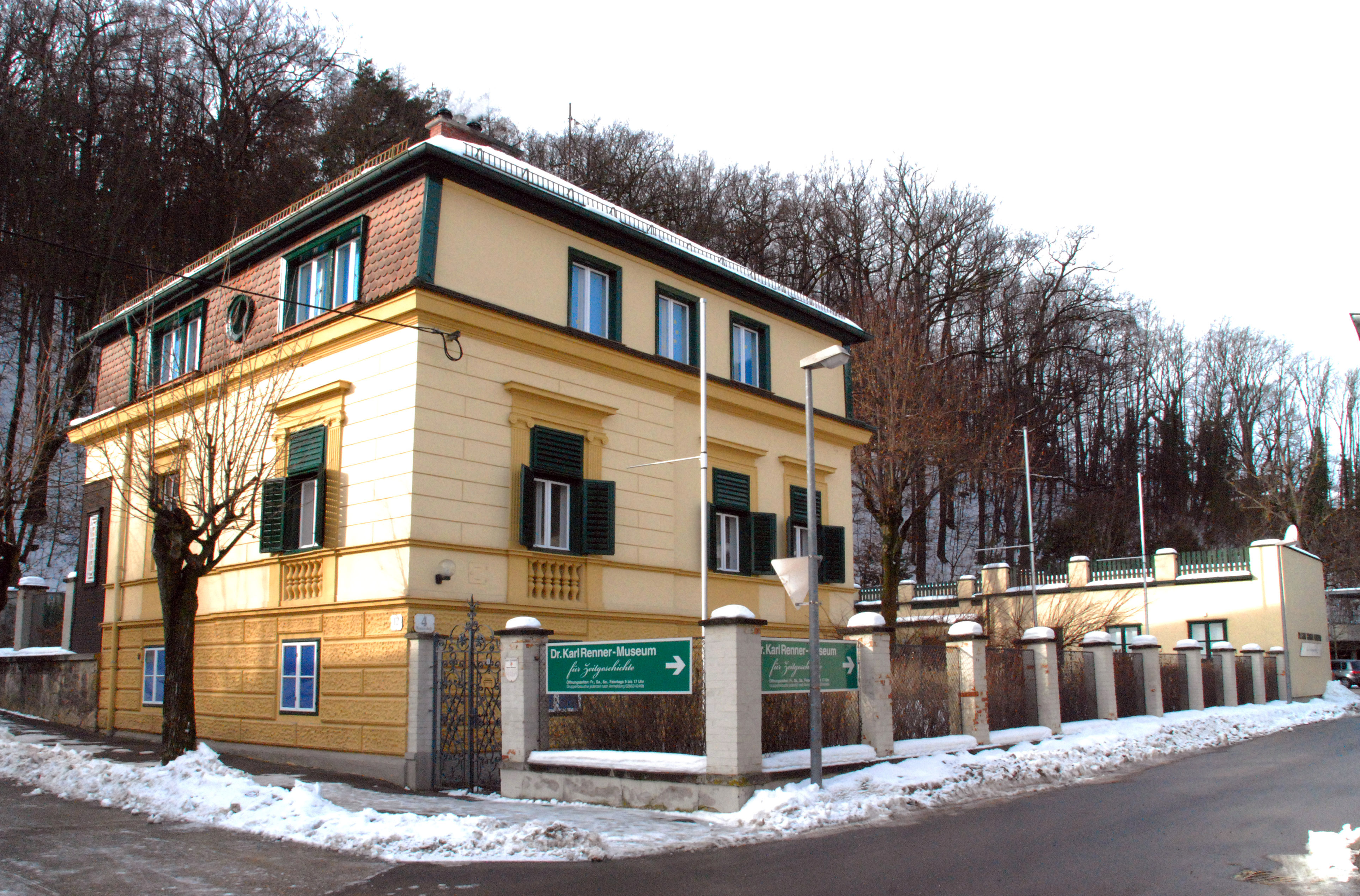
A Renner-villa

Gloggnitz környéke a régészeti leletek tanúsága szerint már az őskőkorban lakott volt. Nevének „-itz”  végződése szláv eredetre utal, de pontos jelentése nem ismert. Egyes feltételezések szerint a gloknica (vagy klokotnica, "bugyogó patak), mások szerint a glognica ("kökény") volt az eredete.
Gloggnizot először 1094-ben említik I. Ekbert von Formbach gróf adománylevelében. A gloggnitzi kolostor a vornbachi apátság leányszervezeteként jött létre és egészen 1803-as bezárásáig meghatározta a település életét. Gloggnitzot először 1556-ban említik mezővárosként, bizonyíthatóan viszont csak 1622-től viseli ezt a rangot.
1819-től I. Ferenc császár privilégiuma alapján évente kétszer tarthattak vásárt. A 19. század közepén Gloggnitzot is elérte a mindenütt tapasztalható iparosítás. Textilipari és a faipari üzemeket hoztak létre. 1842-től bekapcsolódott a vasúti közlekedésbe a Wien-Raaber (Gloggnitzer) Bahn (WRB, ma az osztrák Déli Vasút része), így ettől kezdve gyorsan és könnyen elérhették Bécset is. 1854-ban megnyitották a Semmeringi vasútvonalat, ezzel a Semmering-hágón való átkelés gyorsabbá vált.
Gloggnitz 1926-ban városi rangot kapott. 1948-ban Gloggnitzban választották meg Ausztria egyik első női polgármesterét, Kreszentia Hölzlt.
A második világháború végén a Semmering birtoklásáért súlyos harcok folytak. Ausztria négyhatalmi megszállása során Gloggnitz (egész Alsó-Ausztriával együtt) szovjet, a Semmering-hágótól nyugatra fekvő Stájerország brit megszállási zónába került. A háború után Gloggnitzban állították fel az első ausztriai szovjet katonai parancsnokságot. Karl Renner, a későbbi osztrák köztársasági elnök – aki ekkor Gloggnitzban lakott – már 1945. Április 3-án felvette a kapcsolatot a megszálló hatalmakkal, és tárgyalt velük a Második Osztrák Köztársaság létrehozásának céljából.
1992-ben a gloggnitzi kastély volt a színhelye az alsó-ausztriai tartományi kiállításnak.

## Lakosság
A gloggnitzi önkormányzat területén 2019 januárjában 5944 fő élt. A lakosságszám a csúcspontját 1939-ban érte el 7240 fővel, majd 1971 után lecsökkent a mai szintjére. 2017-ben a helybeliek 88,3%-a volt osztrák állampolgár; a külföldiek közül 1,2% a régi (2004 előtti), 4,4% az új EU-tagállamokból érkezett. 3,9% a volt Jugoszlávia (Szlovénia és Horvátország nélkül) vagy Törökország, 2,3% egyéb országok polgára volt. 2001-ben a lakosok 71,1%-a római katolikusnak, 7,2% evangélikusnak, 4,3% mohamedánnak, 13,9% pedig felekezeten kívülinek vallotta magát. Ugyanekkor a német mellett (90,8%) a nagyobb nemzetiségi csoportokat a törökök (2%) és a magyarok (1,2%; 75 fő) alkották.
A lakosság számának változása:

| 2016 | 5 959 |
| 2018 | 5 916 |

## Látnivalók
- a gloggnitzi kastély (volt bencés kolostor) és az apátsági templom
- a stuppachi kastély
- a Renner-villa és a Karl Renner-múzeum
- az 1962-ben épült Jézus király-plébániatemplom
- az ipari műemlék vízierőmű

## Közlekedés
Gloggnitz a bécsújhelyi (Bécs-Semmerig) B 17-es út mellett található, amely 1963 óta elkerüli a várost. A város közlekedési csomópont. Kiindulási pontja a B 27 útnak (Gloggnitz – Reichenau), az L134-nek (Gloggnitz – Otterthal – Kirchberg am Wechsel), az L4163-nak (Gloggnitz – Prigglitz) és az L4160-nak (Gloggnitz – Hart).1989 óta Gloggnitznak saját kijárata van az S6 Semmeringi gyorsforgalmi útra, így közvetlenül kapcsolódik az osztrák autópálya hálózathoz.

## Híres gloggnitziak
- Michael Hainisch (1858–1940) politikus, 1920–1928 között köztársasági elnök

## Fordítás
- Ez a szócikk részben vagy egészben  a   Schottwien című német Wikipédia-szócikk ezen változatának fordításán alapul.  Az eredeti cikk szerkesztőit annak laptörténete sorolja fel. Ez a jelzés csupán a megfogalmazás eredetét és a szerzői jogokat jelzi, nem szolgál a cikkben szereplő információk forrásmegjelöléseként.